# Bouhans-lès-Montbozon
Bouhans-lès-Montbozon település Franciaországban, Haute-Saône megyében. Lakosainak száma 125 fő (2022. január 1.). Bouhans-lès-Montbozon Dampierre-sur-Linotte, Montagney-Servigney, Cognières, Fontenois-lès-Montbozon és Thiénans községekkel határos.

## Népesség
A település népességének változása:
| Lakosok száma | 124  | 136  | 143  | 142  | 136  | 130  | 124  | 124  | 125  |
|               | 2013 | 2015 | 2016 | 2017 | 2018 | 2019 | 2020 | 2021 | 2022 |